# Morti nel 1856
| Questa pagina contiene informazioni ricavate automaticamente dalle voci biografiche con l'ausilio del template Bio e di un bot. L'aggiornamento è periodico e automatico e ricostruisce completamente la pagina. Se manca una persona in questa lista, sei pregato di non aggiungerla, ma accertati piuttosto che la sua voce biografica contenga il template Bio e che i dati anagrafici siano correttamente compilati. Se il template Bio manca, inseriscilo tu stesso o, in alternativa, metti l'avviso {{tmp\|Bio}} che ne segnala la mancanza. Se i dati riportati sono sbagliati, correggi direttamente la voce biografica; le modifiche saranno visibili in questa lista entro pochi giorni. Per chiarimenti vedi il progetto biografie. La lista contiene solo le 243 persone che sono citate nell'enciclopedia e per le quali è stato implementato correttamente il template Bio. Pagina aggiornata al 10 ago 2025. |

## Gennaio(17)
- 1º gennaio - John MacPherson Berrien, politico statunitense (n. 1781)
- 4 gennaio - Charles Brudenell-Bruce, I marchese di Ailesbury, politico inglese (n. 1773)
- 4 gennaio - David d'Angers, scultore e medaglista francese (n. 1788)
- 6 gennaio - Nicolas Bochsa, compositore e arpista francese (n. 1789)
- 9 gennaio - Georges Klein de Kleinenberg, generale francese (n. 1781)
- 9 gennaio - Karl Friedrich von Klöden, educatore, geografo e storico tedesco (n. 1786)
- 11 gennaio - Friedrich Wilhelm Schneidewin, filologo classico tedesco (n. 1810)
- 12 gennaio - Ľudovít Štúr, linguista, poeta e giornalista slovacco (n. 1815)
- 16 gennaio - Elizabeth FitzClarence, nobildonna inglese (n. 1801)
- 16 gennaio - Thaddeus William Harris, entomologo statunitense (n. 1795)
- 17 gennaio - René François Rohrbacher, storico francese (n. 1789)
- 19 gennaio - Franz Anton Staudenmaier, teologo tedesco (n. 1800)
- 21 gennaio - Benedictus Gotthelf Teubner, tipografo tedesco (n. 1784)
- 22 gennaio - Charles-Victor Prévost d'Arlincourt, scrittore francese (n. 1788)
- 23 gennaio - Elisha Collier, ingegnere e inventore statunitense (n. 1788)
- 28 gennaio - Helmina von Chézy, scrittrice, librettista e giornalista tedesca (n. 1783)
- 31 gennaio - Khendrup Gyatso, monaco buddhista tibetano (n. 1838)

## Febbraio(25)
- 1º febbraio - Ivan Fëdorovič Paskevič, generale russo (n. 1782)
- 3 febbraio - Johann Christoph Friedrich Klug, entomologo tedesco (n. 1775)
- 4 febbraio - Anna Gottlieb, soprano austriaco (n. 1774)
- 7 febbraio - Rosalie Rendu, religiosa francese (n. 1786)
- 8 febbraio - Agostino Bassi, naturalista e botanico italiano (n. 1773)
- 8 febbraio - Julius Leopold Theodor Friedrich Zincken, entomologo tedesco (n. 1770)
- 9 febbraio - Carl Friedrich Kotschy, teologo e botanico austriaco (n. 1789)
- 9 febbraio - Pierre Étienne Rémillieux, pittore francese (n. 1811)
- 12 febbraio - William Bagot, II barone Bagot, nobile inglese (n. 1773)
- 12 febbraio - Giuseppe Donizetti, compositore italiano (n. 1788)
- 13 febbraio - Alexandre Montfort, compositore francese (n. 1803)
- 17 febbraio - John Braham, tenore inglese
- 17 febbraio - Heinrich Heine, poeta tedesco (n. 1797)
- 18 febbraio - Wilhelm von Biela, ufficiale e astronomo austriaco (n. 1782)
- 18 febbraio - Henry Howard, XIII duca di Norfolk, nobile e politico inglese (n. 1791)
- 18 febbraio - Antonio Francesco Olivero, ingegnere italiano (n. 1794)
- 19 febbraio - Conrad Heyer, militare statunitense (n. 1749)
- 20 febbraio - Orazio Lerario, architetto e ingegnere italiano (n. 1777)
- 23 febbraio - James Maitland Balfour, politico scozzese (n. 1820)
- 23 febbraio - Giovanni Morandi, organista e compositore italiano (n. 1777)
- 24 febbraio - Nikolaj Ivanovič Lobačevskij, matematico e scienziato russo (n. 1792)
- 25 febbraio - George Don, botanico scozzese (n. 1798)
- 26 febbraio - Phillip Parker King, esploratore e naturalista australiano (n. 1791)
- 29 febbraio - Augusto Chapdelaine, missionario francese (n. 1814)
- 29 febbraio - Raffaele de Cosa, ammiraglio italiano (n. 1778)

## Marzo(15)
- 1º marzo - Giovanni Nobili, gesuita e missionario italiano (n. 1812)
- 2 marzo - Maria Emilia Fagnani Seymour-Conway, nobildonna inglese (n. 1771)
- 3 marzo - Ambrogio Bianchi, cardinale italiano (n. 1771)
- 3 marzo - Damat Gürcü Halil Rifat Pascià, ammiraglio ottomano
- 5 marzo - Johann Nepomuk von Fuchs, chimico e mineralogista tedesco (n. 1774)
- 7 marzo - Michele Manzo, arcivescovo cattolico italiano (n. 1785)
- 10 marzo - Goffredo Casalis, abate e storico italiano (n. 1781)
- 10 marzo - Jovan Sterija Popović, scrittore, drammaturgo e docente serbo (n. 1806)
- 18 marzo - Henry Pottinger, militare, politico e nobile britannico (n. 1789)
- 18 marzo - Giorgio Serventi, militare e politico italiano (n. 1777)
- 19 marzo - Ludovico Lipparini, pittore italiano (n. 1800)
- 22 marzo - Giulietta Guicciardi, nobildonna austriaca (n. 1784)
- 22 marzo - John Reeves, naturalista inglese (n. 1774)
- 27 marzo - Ekaterina Semënovna Voroncova, nobildonna russa (n. 1783)
- 30 marzo - William Symonds, ingegnere inglese (n. 1782)

## Aprile(19)
- 1º aprile - Eustoquio Díaz Vélez, militare argentino (n. 1782)
- 2 aprile - Stanisław Kostka Zamoyski, nobile e politico polacco (n. 1775)
- 3 aprile - Peter Friedrich Bouché, entomologo e botanico tedesco (n. 1785)
- 5 aprile - Antonio Tonduti de l'Escarène, militare e politico italiano (n. 1771)
- 6 aprile - Giuseppe Cerbara, medaglista italiano (n. 1770)
- 7 aprile - Giulio Genoino, poeta e librettista italiano (n. 1773)
- 11 aprile - Juan Santamaría, militare costaricano (n. 1831)
- 12 aprile - Gaetano Recchi, politico italiano (n. 1797)
- 14 aprile - Pëtr Jakovlevič Čaadaev, filosofo russo (n. 1794)
- 14 aprile - Vittorio Colli di Felizzano, militare e politico italiano (n. 1787)
- 15 aprile - Pietro Odescalchi, letterato italiano (n. 1789)
- 17 aprile - Giorgio d'Assia, principe (n. 1780)
- 17 aprile - William H. Willson, esploratore e missionario statunitense (n. 1805)
- 20 aprile - Damião Barbosa de Araújo, violinista e compositore brasiliano (n. 1778)
- 20 aprile - Giacomo Filippo Fransoni, cardinale e arcivescovo cattolico italiano (n. 1775)
- 23 aprile - Elizabeth Crichton, pittrice irlandese (n. 1779)
- 26 aprile - George M. Troup, politico statunitense (n. 1780)
- 27 aprile - Maurice Alhoy, giornalista, scrittore e drammaturgo francese (n. 1802)
- 27 aprile - Louis Joseph César Ducornet, pittore francese (n. 1806)

## Maggio(23)
- 2 maggio - Francesco Giovanni Ricci, banchiere e politico italiano (n. 1789)
- 3 maggio - Adolphe-Charles Adam, compositore e critico musicale francese (n. 1803)
- 3 maggio - Adolfo Fumagalli, pianista e compositore italiano (n. 1828)
- 3 maggio - Antoine Simonnin, drammaturgo e librettista francese (n. 1780)
- 4 maggio - John Collins Warren, medico statunitense (n. 1778)
- 10 maggio - Modesto Farina, vescovo cattolico italiano (n. 1771)
- 10 maggio - Giampietro Secchi, gesuita, archeologo e filologo italiano (n. 1798)
- 11 maggio - Ferdinando Maffei di Boglio, generale italiano (n. 1802)
- 12 maggio - Jacques Philippe Marie Binet, matematico e astronomo francese (n. 1786)
- 12 maggio - Ernst Gottlieb von Steudel, botanico e medico tedesco (n. 1783)
- 12 maggio - Alberto Trigona Joppolo, nobile, politico e militare italiano (n. 1792)
- 13 maggio - Juan García del Río, diplomatico, scrittore e politico colombiano (n. 1794)
- 14 maggio - Théodore Guérin, religiosa e missionaria francese (n. 1798)
- 15 maggio - Pietro Conti da Cilavegna, ingegnere e inventore italiano (n. 1796)
- 17 maggio - Adolphus FitzClarence, nobile e ufficiale inglese (n. 1802)
- 17 maggio - Bernhard Galura, vescovo cattolico tedesco (n. 1764)
- 17 maggio - Carlo d'Inzaghi, politico e nobile austriaco (n. 1777)
- 20 maggio - Luigi de Margherita, avvocato, politico e giurista italiano (n. 1783)
- 21 maggio - Johann Georg Anderegg, imprenditore e politico svizzero (n. 1792)
- 22 maggio - Albert Gottfried Dietrich, botanico tedesco (n. 1795)
- 22 maggio - Augustin Thierry, storico francese (n. 1795)
- 30 maggio - Charles-René de Bombelles, nobile, militare e politico francese (n. 1785)
- 31 maggio - John Milton Niles, politico statunitense (n. 1787)

## Giugno(11)
- 4 giugno - Wenceslas Bojer, esploratore e botanico ceco (n. 1795)
- 6 giugno - Tommaso Corsini, politico italiano (n. 1767)
- 7 giugno - Mathurin-Joseph Brisset, scrittore, poeta e drammaturgo francese (n. 1792)
- 10 giugno - Giuseppe Rabboni, flautista e compositore italiano (n. 1800)
- 11 giugno - Friedrich Heinrich von der Hagen, filologo tedesco (n. 1780)
- 12 giugno - Lorenzo Maria di San Francesco Saverio, presbitero italiano (n. 1782)
- 13 giugno - Florian de Kergorlay, politico e militare francese (n. 1769)
- 19 giugno - Johann Eduard Simon, chimico e farmacista tedesco (n. 1789)
- 20 giugno - Florestano I di Monaco, principe monegasco (n. 1785)
- 26 giugno - Max Stirner, filosofo tedesco (n. 1806)
- 29 giugno - Edmund Boyle, VIII conte di Cork, ufficiale irlandese (n. 1767)

## Luglio(23)
- 1º luglio - Thomasine Gyllembourg, scrittrice danese (n. 1773)
- 2 luglio - Ferdinando Minucci, arcivescovo cattolico italiano (n. 1782)
- 3 luglio - Louise de Guéhéneuc, nobildonna francese (n. 1782)
- 7 luglio - Paolina di Württemberg, principessa e duchessa (n. 1810)
- 9 luglio - Amedeo Avogadro, fisico e chimico italiano (n. 1776)
- 11 luglio - Josef Kajetán Tyl, drammaturgo e attore teatrale ceco (n. 1808)
- 12 luglio - Nicaise Augustin Desvaux, botanico francese (n. 1784)
- 12 luglio - Agostino Viligiardi, fantino italiano (n. 1819)
- 14 luglio - Michael Gottlieb Bindesboll, architetto danese (n. 1800)
- 19 luglio - Ippolito Spinola di Lerma, generale italiano (n. 1778)
- 21 luglio - Emil Aarestrup, poeta e medico danese (n. 1800)
- 22 luglio - Thomas Doughty, pittore statunitense (n. 1793)
- 23 luglio - Ivan Vasil'evič Kireevskij, filosofo e critico letterario russo (n. 1806)
- 23 luglio - Theodor von Schön, politico prussiano (n. 1773)
- 24 luglio - August Wilhelm Henschel, medico, botanico e storico della scienza tedesco (n. 1790)
- 25 luglio - Vincenzo Tineo, botanico italiano (n. 1791)
- 27 luglio - Michail Michajlovič Kuznecov, generale russo (n. 1791)
- 27 luglio - Luigi Provana del Sabbione, storico e politico italiano (n. 1786)
- 28 luglio - Louise Sébastienne Danton Dupin, francese (n. 1776)
- 29 luglio - Michel Félix Dunal, docente, botanico e micologo francese (n. 1789)
- 29 luglio - Robert Schumann, compositore, pianista e critico musicale tedesco (n. 1810)
- 30 luglio - Michail Petrovič Barataev, funzionario, numismatico e nobile russo (n. 1784)
- 31 luglio - Marco Bordogni, tenore italiano (n. 1789)

## Agosto(17)
- 1º agosto - Luigi Gillarduzzi, pittore italiano (n. 1822)
- 5 agosto - Robert Lucas de Pearsall, compositore britannico (n. 1795)
- 7 agosto - Francesco Vandelli, architetto e ingegnere italiano (n. 1795)
- 8 agosto - Madame Vestris, attrice teatrale, impresaria teatrale e contralto britannica (n. 1797)
- 12 agosto - Giovanni Soglia Ceroni, cardinale italiano (n. 1779)
- 14 agosto - William Buckland, teologo, geologo e paleontologo inglese (n. 1784)
- 18 agosto - Giuseppe Marraghini, fantino italiano (n. 1822)
- 19 agosto - Charles Frédéric Gerhardt, chimico francese (n. 1816)
- 20 agosto - Massimiliano Bocchiardo di San Vitale, generale italiano (n. 1805)
- 20 agosto - Philipp Jakob Riotte, compositore tedesco (n. 1776)
- 22 agosto - Silvestro Boito, pittore e miniaturista italiano (n. 1802)
- 24 agosto - Emilia de Vialar, religiosa e santa francese (n. 1797)
- 27 agosto - Amelia Sarteschi Calani Carletti, poetessa italiana (n. 1802)
- 30 agosto - Gilbert Abbott à Beckett, scrittore e drammaturgo britannico (n. 1811)
- 30 agosto - John Ross, esploratore scozzese (n. 1777)
- 31 agosto - Christian Bartholmèss, scrittore, filosofo e critico letterario francese (n. 1815)
- 31 agosto - Nathaniel Jarvis Wyeth, inventore e esploratore statunitense (n. 1802)

## Settembre(12)
- 1º settembre - William Yarrell, naturalista britannico (n. 1784)
- 3 settembre - Honório Carneiro Leão, politico brasiliano (n. 1801)
- 12 settembre - August Emil Braun, archeologo tedesco (n. 1809)
- 16 settembre - Jean Guillaume Auguste Lugol, medico francese (n. 1786)
- 19 settembre - Johann Baptista Bavier, banchiere e politico svizzero (n. 1795)
- 22 settembre - Sarah Bowdich Lee, illustratrice, zoologa e botanica inglese (n. 1791)
- 24 settembre - Henry Hardinge, I visconte Hardinge, generale britannico (n. 1785)
- 24 settembre - Theodor Hell, scrittore tedesco (n. 1775)
- 27 settembre - Giacinto Provana di Collegno, militare, patriota e politico italiano (n. 1794)
- 28 settembre - Jules Haime, naturalista, geologo e paleontologo francese (n. 1824)
- 28 settembre - Franz Karl Movers, teologo e orientalista tedesco (n. 1806)
- 28 settembre - Silvino Olivieri, militare e patriota italiano (n. 1829)

## Ottobre(12)
- 1º ottobre - Caterina Bon Brenzoni, poetessa e scrittrice italiana (n. 1813)
- 8 ottobre - Théodore Chassériau, pittore francese (n. 1819)
- 10 ottobre - Vicente López y Planes, scrittore e politico argentino (n. 1785)
- 13 ottobre - Gian Giacomo Prever, politico italiano
- 14 ottobre - Johann Kaspar Mertz, chitarrista e compositore slovacco (n. 1806)
- 15 ottobre - Nicolai Johan Lohmann Krog, politico norvegese (n. 1787)
- 17 ottobre - Luigi Canina, archeologo e architetto italiano (n. 1795)
- 17 ottobre - Ludovico Tevoli, arcivescovo cattolico italiano (n. 1772)
- 19 ottobre - Sa'id bin Sultan, sovrano omanita (n. 1791)
- 21 ottobre - Hendrik Tollens, poeta olandese (n. 1780)
- 25 ottobre - Pëtr Vasil'evič Kireevskij, scrittore russo (n. 1808)
- 28 ottobre - Johann Peter Krafft, pittore e insegnante tedesco (n. 1780)

## Novembre(28)
- 2 novembre - Joshua Lanier Martin, politico statunitense (n. 1799)
- 4 novembre - Paul Delaroche, pittore francese (n. 1797)
- 4 novembre - Nicholas Marcellus Hentz, zoologo e aracnologo francese (n. 1797)
- 4 novembre - Pietro Vivaldi Pasqua, generale italiano (n. 1785)
- 5 novembre - Francesco Orioli, scienziato, fisico e filosofo italiano (n. 1783)
- 9 novembre - Étienne Cabet, politico francese (n. 1788)
- 9 novembre - John Middleton Clayton, politico e avvocato statunitense (n. 1796)
- 10 novembre - Domenico Galli, politico italiano
- 10 novembre - Johann Kaspar Zeuss, storico e filologo tedesco (n. 1806)
- 11 novembre - Eleonora Curlo Ruffini, patriota italiana (n. 1781)
- 12 novembre - Edward Adams, naturalista e chirurgo inglese (n. 1824)
- 13 novembre - Carlo di Leiningen, nobile tedesco (n. 1804)
- 17 novembre - John Eaton, politico e diplomatico statunitense (n. 1790)
- 17 novembre - Rodolfo Vantini, ingegnere e architetto italiano (n. 1792)
- 18 novembre - Michail Semënovič Voroncov, generale russo (n. 1782)
- 19 novembre - Giovanni Antonio Tola, politico italiano (n. 1792)
- 20 novembre - Farkas Bolyai, matematico ungherese (n. 1775)
- 20 novembre - Vincenzo De Grazia, filosofo, politico e ingegnere italiano (n. 1785)
- 21 novembre - Marie Hassenpflug, scrittrice tedesca (n. 1788)
- 21 novembre - Lev Alekseevič Perovskij, mineralogista russo (n. 1792)
- 21 novembre - Charles de Steuben, pittore francese (n. 1780)
- 23 novembre - Joseph von Hammer-Purgstall, diplomatico e orientalista austriaco (n. 1774)
- 23 novembre - Manuela Sáenz, patriota ecuadoriana (n. 1797)
- 23 novembre - Thomas Seddon, pittore britannico (n. 1821)
- 25 novembre - Margherita Occhiena, italiana (n. 1788)
- 29 novembre - Frederick William Beechey, ammiraglio, cartografo e esploratore inglese (n. 1796)
- 29 novembre - Hendrik George de Perponcher Sedlnitsky, diplomatico e generale olandese (n. 1771)
- 29 novembre - Gian Battista Rini, chirurgo italiano (n. 1795)

## Dicembre(16)
- 5 dicembre - Jean Baptiste Schwilgué, orologiaio francese (n. 1776)
- 7 dicembre - Christoph Friedrich Otto, botanico tedesco (n. 1783)
- 10 dicembre - Albano Tomaselli, pittore italiano (n. 1833)
- 11 dicembre - Agatino San Martino Pardo, astronomo e matematico italiano (n. 1773)
- 13 dicembre - Agesilao Milano, militare italiano (n. 1830)
- 14 dicembre - Francesco Luigi Giuseppe di Borbone-Busset, generale e politico francese (n. 1782)
- 15 dicembre - Narcisse-Achille de Salvandy, politico francese (n. 1795)
- 18 dicembre - Antonio Targioni Tozzetti, chimico e botanico italiano (n. 1785)
- 19 dicembre - Franz Ludwig Catel, pittore tedesco (n. 1778)
- 20 dicembre - Francesco Bentivegna, patriota italiano (n. 1820)
- 25 dicembre - Maria Elisabetta di Savoia-Carignano, nobile francese (n. 1800)
- 25 dicembre - Jules-Claude Ziegler, pittore, ceramista e fotografo francese (n. 1804)
- 26 dicembre - Giulio Corbo, politico e economista italiano (n. 1776)
- 28 dicembre - Pierre Auguste Joseph Drapiez, naturalista belga (n. 1778)
- 29 dicembre - Luigi Bolmida, banchiere, imprenditore e politico italiano (n. 1805)
- 31 dicembre - Domenico Crivelli, tenore italiano (n. 1793)

## Senza giorno specificato(25)
- Manuel Aguirre y Monsalbe, pittore spagnolo (n. 1822)
- Louise Rosalie Allan-Despréaux, attrice teatrale francese (n. 1810)
- Jean Zuléma Amussat, chirurgo francese (n. 1796)
- Pasquale Benini, imprenditore italiano (n. 1781)
- Gaetano Bertolani, pittore e decoratore italiano (n. 1758)
- Girolamo Dal Pane, pittore italiano (n. 1821)
- Côme-Damien Degland, zoologo e medico francese (n. 1787)
- Agostino Feoli, banchiere italiano (n. 1785)
- Michelangelo Forti, patriota italiano (n. 1798)
- Ganpatrao Gaekwad, principe indiano (n. 1816)
- Gaspare Grandi, politico italiano (n. 1789)
- Karel Havlíček Borovský, scrittore ceco (n. 1821)
- Kim Chŏng-hui, calligrafo coreano (n. 1786)
- David Laing, architetto inglese (n. 1774)
- Jan Baptist Lodewyck Maes, pittore belga (n. 1794)
- Antonio Mantelli, politico italiano (n. 1810)
- Joseph Meyer, editore tedesco (n. 1796)
- Carlo Emanuele Muzzarelli, letterato e presbitero italiano (n. 1797)
- Filippo Pedrini, pittore italiano (n. 1763)
- Roberto Saluzzo di Monesiglio, militare e nobiluomo italiano (n. 1781)
- Pierre Sanfourche-Laporte, giurista francese (n. 1774)
- José da Silva Carvalho, politico portoghese (n. 1782)
- William Hamilton, filosofo scozzese (n. 1788)
- Robert Tonge, pittore britannico (n. 1823)
- Ioannis Zambelios, magistrato, drammaturgo e poeta greco (n. 1787)